# خانه سالاری

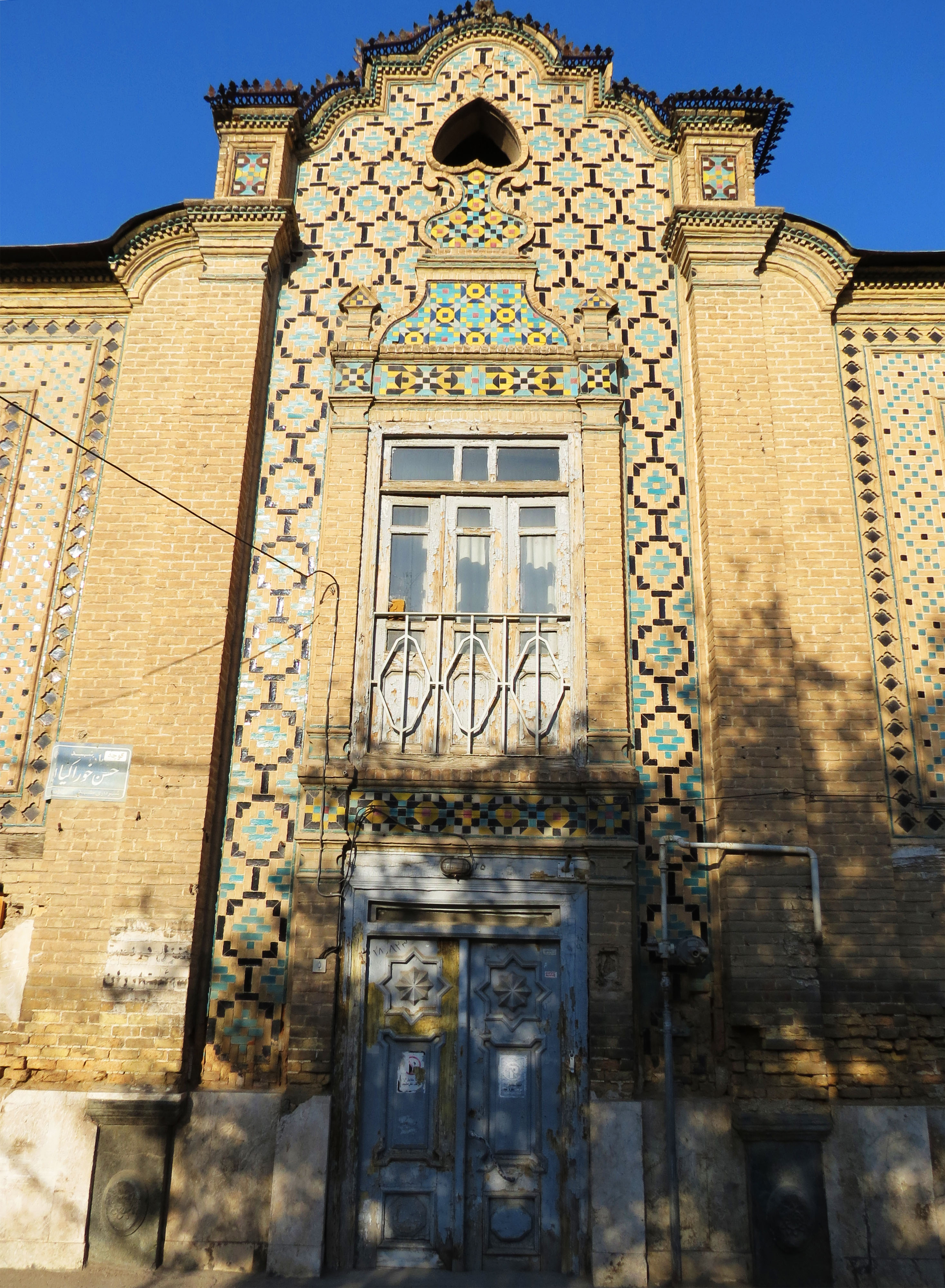
خانه سالاری

خانه سالاری مربوط به دوره پهلوی اول است و در مشهد، چهارراه شهدا، آرامگاه نادر، نبش کوچه خوراکیان واقع شده و این اثر در تاریخ ۱۲ تیر ۱۳۸۴ با شمارهٔ ثبت ۱۲۰۶۹ به‌عنوان یکی از آثار ملی ایران به ثبت رسیده است.